# 창녕 박부 묘
창녕 박부 묘(昌寧 朴敷 墓)는 대한민국 경상남도 창녕군 창녕읍에 있는, 밀성부원군(密城府院君) 문정공(文貞公) 박씨(朴氏)와 그의 부인인 정부인(貞夫人) 초계정씨(草溪鄭氏)의 묘이다.
2003년 9월 18일 경상남도의 기념물 제250호로 지정되었다. 창녕 밀성박씨 박부 묘로 지정되었다가, 2018년 12월 20일 현재의 명칭으로 변경되었다.

## 개요
이곳은 밀성부원군(密城府院君) 문정공(文貞公) 박씨(朴氏)와 그의 부인인 정부인(貞夫人) 초계정씨(草溪鄭氏)의 묘가 있는 곳이다. 부부의 묘임에도 불구하고 앞에는 문정공 박씨묘가, 뒤에는 정부인 초계정씨의 묘가 전후 일렬로 배치되어 있다. 2기 모두 방형분이다.
앞쪽에 있는 문정공의 묘는 420×320cm이며, 봉분의 높이는 150cm가량이다. 정면에는 3매의 면석과 갑석이, 측면에는 각각 4매의 면석과 갑석이 돌려져 있다. 봉토나 면석 등이 일부 흐트러져 있으나 전체적으로는 원형이 거의 그대로 남아 있다. 이 묘와 관련된 부속 석조물로는 묘갈 1기, 망주석(望柱石) 2기, 석인상 1기가 있다. 묘갈은 묘의 동쪽에 치우쳐 있는데, 이수와 귀부를 갖춘 것이다. 비신에는 ‘밀성부원군문정공농암박공묘(密城府院君文貞公聾庵朴公墓)’라는 명문이 있어 묘의 주인을 쉽게 확인할 수 있다.
뒤쪽에 위치하는 정부인 초계정씨의 묘는 봉분의 크기가 590×410cm이고, 높이는 200cm가량으로, 남편인 문정공의 묘보다 규모가 크다. 면석의 양 모서리부분은 연꽃문양으로 장식되어 있는데, 이러한 장식은 그 예가 흔하지 않은 것이다. 이 묘와 관련된 석물로는 혼유석(魂遊石) 1기, 망주석 2기, 석인상 2기, 향로석(香爐石)으로 추정되는 석재(石材) 1점 등이 있다. 그리고 주위의 숲 속에 상석(床石)으로 사용된 듯한 판석 1매가 있다. 석인상은 현재의 높이가 75cm가량으로, 일반적인 문인석(文人石)과는 달리 토속적(土俗的)인 감을 주고 있어 특이하다. 혼유석의 앞쪽에 묻혀 있는 (추정)향로석에는 연꽃의 장식 조각이 있는 것으로, 역시 예가 드문 것이다.
이 묘역의 주인인 밀성부원군 문정공 박선생은 이름이 부(敷)이고 자는 경오(敬五), 호는 농암(聾庵)이다. 밀성박씨 태사공의 8세손으로, 조선 태종 12년(1412)에 출생하여 성종 20년(1489)에 사망하였다. 세종 때 김종서 등과 함께 육진(六鎭)을 개척하는 등의 공을 세워 의정부(議政府) 좌참찬(左參贊)(정3품)에까지 올랐으며 ‘문정’이라는 시호를 받았다. 그는 최근 발견된 밀양 고법리 벽화묘(壁畵墓)의 피장자인 송은(松隱) 박익(朴翊)선생의 조카이기도 하다. 상호간의 관계나 생몰년(生沒年)으로 보아 송은 박익의 벽화묘와 관련이 있을 가능성도 있다.
이 묘역에 위치하는 2기의 묘는 모두 조선시대 전기의 방형분으로, 피장자 및 생몰연대가 분명하다. 문정공의 묘에는 묘갈이 있어 당시의 행적 등을 자세하게 파악할 수가 있다. 정부인 초계정씨묘는 일반적인 방형분에서는 드물게 면석에 연화문의 장식이 부가되어 있을 뿐 아니라, 향로석으로 추정되는 별개의 석조물도 잔존한다. 2기의 석인상은 문·무인석의 딱딱한 형식에서 벗어나 토속적인 형상으로 묘사되고 있어 주목된다. 남편의 무덤보다 부인의 무덤이 규모도 크고 장식성이 강한 점이나 전후 일렬의 배치에서 부인의 묘가 중심의 위치로 보이는 뒤쪽에 있는 점 등은 당시의 장속(葬俗)을 이해하는 데 있어 중요한 자료가 될 것으로 판단된다.

## 참고 문헌
- 창녕 박부 묘 - 국가유산청 국가유산포털